# Sinaida Grigorjewna Weis-Ksenofontowa
Sinaida Grigorjewna Weis-Ksenofontowa, geboren Archarowa, (russisch Зинаида Григорьевна Вейс-Ксенофонтова, урожд. Архарова; * 19. Julijul. / 31. Juli 1888greg. im Dorf Breitowo, Ujesd Mologa, Gouvernement Jaroslawl; † 21. Oktober 1961 in Swerdlowsk) war eine russische bzw. sowjetische Seismologin.

## Leben
Nach dem Abschluss am Städtischen Gymnasium in Mologa 1907 mit der Goldmedaille studierte Weis, Tochter des Feldschers Grigori Andrejewitsch Archarow und Enkelin eines leibeigenen Bauern, in St. Petersburg in den Höheren Bestuschew-Kursen für Frauen in der Physikalisch-Mathematischen Fakultät mit Abschluss 1913. Zu ihren Lehrern gehörte der Geophysiker Boris Golizyn, der eine Seismologie-Vorlesung hielt. Seit 1911 arbeitete sie im Zentralbüro der Seismischen Kommission der Akademie der Wissenschaften.
Von 1913 bis zu ihrer Pensionierung 1955 war Weis Direktorin der Seismologischen Station Jekaterinburg/Swerdlowsk. Auch während des Ersten Weltkriegs, des Bürgerkriegs und des Deutschen Angriffskriegs führte sie die Arbeit mit persönlichem Einsatz ununterbrochen fort. Sie heiratete 1916 den wissenschaftlichen Mitarbeiter Ewald Weis, nach dessen Tod sie 1927 Ksenofontow heiratete.
Auf der Grundlage der langjährigen ununterbrochenen Beobachtungen veröffentlichte Weis 1940 die Arbeit über das Problem der seismischen Charakteristika des Urals. Ohne Verteidigung einer Dissertation wurde sie 1946 zur Kandidatin der physikalisch-mathematischen Wissenschaften promoviert. Ihr Sohn Juri Ewaldowitsch Weis arbeitete nach der Rückkehr aus dem Krieg als Auswerter in der Seismologischen Station Swerdlowsk bis zu seinem Tod 1983.
Nach Weis leitete Inga Konstantinowna Silin die Seismologische Station Swerdlowsk/Jekaterinburg bis zu ihrem Tod 2007.

## Ehrungen, Preise
- Leninorden (1954)
- Ehrenzeichen der Sowjetunion